# William Frawley
Pour les articles homonymes, voir Frawley.
William Clement Frawley est un acteur américain, né le 26 février 1887 à Burlington, dans l'Iowa (États-Unis), et mort le 3 mars 1966 à Hollywood (Californie).

## Filmographie

### Cinéma

#### Années 1910
- 1916 : Lord Loveland Discovers America (en) d'Arthur Maude : Tony Kidd
- 1916 : Persistant Percival (Court-métrage) : Billy

#### Années 1920
- 1925 : Should Husbands Be Watched?, de Leo McCarey (court-métrage) : un flic
- 1927 : Ventriloquist (Court-métrage) : un vendeur
- 1929 : Turkey for Two (Court-métrage) : un détenu
- 1929 : Fancy That (Court-métrage) : Percy

#### Années 1930
- 1933 : Moonlight and Pretzels (en) de Karl Freund : Mack
- 1933 : Hell and High Water (en) de Grover Jones et William Slavens McNutt : Milton J. Bunsey
- 1934 : Rapt d'enfant (Miss Fane's Baby Is Stolen) d'Alexander Hall : capitaine Murphy
- 1934 : Bolero, de Wesley Ruggles : Mike DeBaere
- 1934 : The Crime Doctor : Fraser
- 1934 : The Witching Hour, de Henry Hathaway : juré Foreman
- 1934 : Shoot the Works : Larry Hale
- 1934 : The Lemon Drop Kid : William Dunhill alias le professeur
- 1934 : La Grande-Duchesse et le Garçon d'étage (Here Is My Heart) de Frank Tuttle : James Smith
- 1935 : L'Infernale Poursuite (Car 99) de Charles Barton : sergent instructeur Barrel
- 1935 : Roberta, de William A. Seiter : un serveur
- 1935 : Hold 'Em Yale : Sunshine Joe
- 1935 : Alibi Ike, de Ray Enright : Cap
- 1935 : Qui ? (College Scandal) : le chef de police Magoun
- 1935 : Welcome Home de James Tinling : Painless
- 1935 : It's a Great Life : Lt. McNulty
- 1935 : Harmony Lane (en) de Joseph Santley : E.P. 'Ed' Christy
- 1935 : Ship Cafe (en) de Robert Florey : Briney O'Brien
- 1936 : Three Married Men : Bill Mullins
- 1936 : Strike Me Pink : Mr. Copple
- 1936 : Désir (Desire), de Frank Borzage : Mr. Gibson
- 1936 : F-Man : Detective Rogan
- 1936 : Une princesse à bord (The Princess Comes Across), de William K. Howard : Benton
- 1936 : Three Cheers for Love : Milton Shakespeare
- 1936 : Le général est mort à l'aube (The General Died at Dawn), de Lewis Milestone : Brighton
- 1936 : Rose Bowl : Soapy Moreland
- 1937 : La Furie de l'or noir (High, Wide, and Handsome), de Rouben Mamoulian : Ma
- 1937 : Double or Nothing (en) : John Pederson
- 1937 : Hollywood Hollywood (Something to Sing About) : Hank Meyers
- 1937 : Blossoms on Broadway : Frances X. Rush
- 1938 : Délicieuse (Mad About Music) : Dusty Turner
- 1938 : Le Professeur Schnock (Professor Beware) d'Elliott Nugent : Snoop Donlan
- 1938 : Sons of the Legion : oncle Willie Lee
- 1938 : Touchdown, Army : Jack Heffernan
- 1939 : Ambush : inspecteur J.L. Weber
- 1939 : St. Louis Blues, de Raoul Walsh : maj. Martingale
- 1939 : Persons in Hiding : Alec Inglis
- 1939 : Les Aventures de Huckleberry Finn (The Adventures of Huckleberry Finn), de Richard Thorpe : le 'Duke'
- 1939 : Rose de Broadway (Rose of Washington Square) : Harry Long
- 1939 : Ex-Champ : Mushy Harrington
- 1939 : Grand Jury Secrets : Bright Eyes
- 1939 : Night Work : Bruiser Brown, l'ami de la famille
- 1939 : Stop, Look and Love (en) : Joe Haller

#### Années 1940
- 1940 : The Farmer's Daughter : Scoop Trimble
- 1940 : Opened by Mistake : Matt Kingsley
- 1940 : Those Were the Days! : un prisonnier
- 1940 : Untamed : Les Woodbury
- 1940 : Le Gant d'or (Golden Gloves) d'Edward Dmytryk : Emory Balzar
- 1940 : Rhythm on the River : Mr Westlake
- 1940 : The Quarterback : un coach
- 1940 : Une nuit sous les tropiques (One Night in the Tropics) : Roscoe
- 1940 : Dancing on a Dime de Joseph Santley : Mac
- 1940 : Sandy Gets Her Man : le chef de la police J. A. O'Hara
- 1941 : Six Lessons from Madame La Zonga : Beheegan
- 1941 : Des pas dans la nuit (Footsteps in the Dark) de Lloyd Bacon : Det. 'Hoppy' Hopkins
- 1941 : Blondie in Society : Waldo Pincus
- 1941 : Fiancée contre remboursement (The Bride Came C.O.D.) de William Keighley : Sherif McGee
- 1941 : Cracked Nuts d'Edward F. Cline : James Mitchell
- 1941 : Ennemis publics (Public Enemies) : Bang
- 1942 : Treat 'Em Rough : Hotfoot
- 1942 : La Folle Histoire de Roxie Hart (Roxie Hart) : O'Malley
- 1942 : It Happened in Flatbush : Sam Sloan
- 1942 : Give Out, Sisters : Harrison
- 1942 : Wildcat (en) : Oliver Westbrook
- 1942 : Clair de lune à La Havane (Moonlight in Havana) d'Anthony Mann : Barney Crane
- 1942 : Gentleman Jim : Billy Delaney
- 1943 : We've Never Been Licked : le vendeur de voyage
- 1943 : Larceny with Music : Mike Simms
- 1943 : La Bête (Whistling in Brooklyn) de S. Sylvan Simon : détective Ramsey
- 1944 : Alerte aux marines (The Fighting Seabees) : Eddie Powers
- 1944 : La Route semée d'étoiles (Going My Way) : Max
- 1944 : Le Troubadour de Broadway (Minstrel Man)
- 1944 : Lake Placid Serenade : Jiggers
- 1945 : La Belle de San Francisco (Flame of Barbary Coast) : Wolf Wylie
- 1945 : Hitchhike to Happiness : Sandy Hill
- 1945 : Deanna mène l'enquête (Lady on the train) : Desk Sgt. Brennan
- 1946 : Ziegfeld Follies : Martin
- 1946 : Le Traître du Far-West (The Virginian) : Honey Wiggen
- 1946 : Rendezvous with Annie : gén. Trent
- 1946 : The Inner Circle (en) de Philip Ford : dét. Lt. Webb
- 1946 : Crime Doctor's Man Hunt : inspecteur Harry B. Manning
- 1947 : Hit Parade of 1947 : Harry Holmes
- 1947 : Monsieur Verdoux : Jean La Salle
- 1947 : Le Miracle de la 34e rue (Miracle on 34th Street) de George Seaton : Charlie Halloran
- 1947 : Embrassons-nous (I Wonder Who's Kissing Her Now) : Jim Mason
- 1947 : Maman était new-look (Mother Wore Tights) : M. Schneider
- 1947 : L'Étoile des étoiles (Down to Earth) : un lieutenant de police
- 1947 : Blondie's Anniversary : Sharkey
- 1947 : My Wild Irish Rose : William Scanlon
- 1948 : Texas, Brooklyn and Heaven : un agent
- 1948 : Ce bon vieux Sam (Good Sam) de Leo McCarey : Tom Moore
- 1948 : L'Homme le plus aimé (The Babe Ruth Story) : Jack Dunn
- 1948 : Joe Palooka in Winner Take All : Knobby Walsh
- 1948 : The Girl from Manhattan : Mr. Bernouti
- 1949 : Le Débrouillard (Chicken Every Sunday) de George Seaton : George Kirby
- 1949 : The Lone Wolf and His Lady : inspecteur J.D. Crane
- 1949 : Home in San Antone : O'Fleery
- 1949 : Feu rouge (Red Light) : Hotel Clerk
- 1949 : The Lady Takes a Sailor : Oliver Harker
- 1949 : Ville haute, ville basse (East Side, West Side) : Bill, le serveur

#### Années 1950
- 1950 : Blondie's Hero : Marty Greer
- 1950 : Kill the Umpire : Jimmy O'Brien
- 1950 : Le Fauve en liberté (Kiss Tomorrow Goodbye) de Gordon Douglas : Byers
- 1950 : Pretty Baby (en) de Bretaigne Windust : Corcoran
- 1951 : Deux Nigauds contre l'homme invisible (Abbott and Costello Meet the Invisible Man) : dét. Roberts
- 1951 : Le Môme boule-de-gomme (The Lemon Drop Kid) : Gloomy Willie
- 1951 : Rhubarb, le chat millionnaire : Len Sickles
- 1952 : L'Ange des maudits (Rancho Notorious) : Baldy Gunder
- 1953 : I Love Lucy : Fred Mertz
- 1954 : The Dirty Look

#### Années 1960
- 1962 : Safe at Home! : Bill Turner

### Télévision
- 1951-1957 : I Love Lucy (série télévisée) : Fred Mertz
- 1954 : Letter to Loretta (série télévisée) : Sam
- 1955 : Shower of Stars (série télévisée) : Gabby Mullins
- 1956 : I Love Lucy Christmas Show (Téléfilm) : Fred Mertz
- 1957-1960 : The Lucy-Desi Comedy Hour (en) (série télévisée) : Fred Mertz
- 1958 : The Red Skelton Show (série télévisée) : Mr. Thomas
- 1960 : No Place Like Home (Téléfilm)
- 1960-1965 : Mes trois fils (My Three Sons) (série télévisée) : Michael Francis O'Casey
- 1964 : My Loving Doll (série télévisée) : Det. Gladwin
- 1965 : L'Extravagante Lucie (The Lucy Show) (série télévisée) : L'entraineur

## Dans la culture populaire
Il incarné par J. K. Simmons dans le film Hollywood 1953 (Being the Ricardos) (2021).